# Estrecho de Georgia
El estrecho de Georgia (en inglés: Strait of Georgia o Georgia Strait; entre 1800-65, Gulf of Georgia, en francés: Détroit de Géorgie) es un estrecho marino de la costa occidental de América del Norte que separa la isla de Vancouver de la parte continental. Sus aguas y riberas pertenecen principalmente a la Columbia Británica, Canadá, aunque la parte más meridional pertenece al estado de Washington, Estados Unidos. 

## Geografía
En el estrecho se encuentran el grupo de las islas del Golfo y la ciudad de Vancouver que es el puerto principal del estrecho. Tiene unos 240 kilómetros de longitud y en la parte meridional se ensancha convirtiéndose en una verdadera bahía o golfo que termina en la intersección con el Puget Sound y el estrecho de Juan de Fuca. En el norte, el estrecho termina en el estrecho de Johnstone y en las embocaduras de los entrantes o bahías de Bute (Bute Inlet) y Desolación (Desolation Sound). La anchura varía desde 20 km hasta los 58 km.
El conjunto formado por el estrecho de Georgia, el estrecho de Juan de Fuca y el Puget Sound, es llamado de forma informal como el «mar de los Salish» (en inglés, Salish Sea) como un tributo a las poblaciones indígenas de esa región. 

### Entrantes de mar del estrecho de Georgia
Los principales brazos o entrantes de mar del estrecho son los siguientes: 
- Burrard Inlet;
- Howe Sound;
- Ensenada Jervis;
- Desolation Sound;
- Toba Inlet;
- Bute Inlet.

## Islas del Estrecho de Georgia
Las principales islas del estrecho son los siguientes: 
- Isla de Vancouver
- Islas del Golfo:

- Islas del Golfo del Sur: islas principales: Isla Saltspring, isla Gabriola, isla Galiano, isla Pender e isla de Valdés
- Islas del Golfo del Norte: islas principales: Isla Texada, isla Hornby e isla Lasqueti

## Historia

### Primeras Naciones

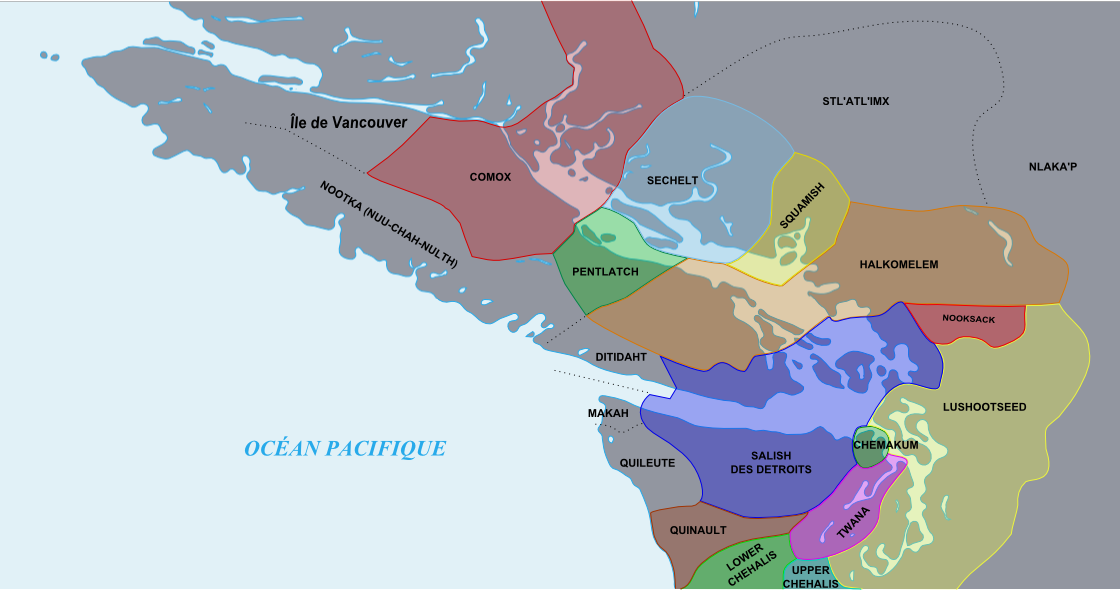
Mapa de las poblaciones salish en la región.

Las orillas del estrecho de Georgia han estado habitadas desde hace miles de años por varias poblaciones de amerindios de Canadá que formaban parte del grupo salish de la costa. 

### La llegada de los europeos
Los primeros europeos que exploraron el estrecho eran parte de la expedición liderada por el explorador José María Narváez en 1791. Un oficial de la expedición, llamado Francisco de Eliza, nombró el estrecho como Gran Canal de Nuestra Señora del Rosario la Marinera, nombre abreviado en los cartas españolas como Canal del Rosario. 
El capitán británico George Vancouver lo exploró en el regreso de su expedición de 1792 y le dio el nombre de Gulphe of Georgia (modernizado como el Gulf of Georgia en 1800) en homenaje al rey George III. Este nombre se mantuvo en uso hasta 1865, cuando fue corregido por iniciativa del capitán George Henry Richards por el de estrecho de Georgia.